# Gran Premio d'Olanda 1971
Il Gran Premio d'Olanda 1971, XX Grote Prijs van Nederland di Formula 1 e quarta gara del campionato di Formula 1 del 1971, si è svolto il 20 giugno sul circuito di Zandvoort ed è stato vinto da Jacky Ickx su Ferrari.

## Vigilia

### Aspetti tecnici
La BRM portò a Zandvoort una vettura completamente rinnovata nella parte dell'avantreno, mentre la Matra testò nuovi pneumatici ed eseguì diverse prove sulle sospensioni.

### Aspetti sportivi
Fece il proprio esordio nel mondiale Gijs Van Lennep, fresco vincitore della 24 Ore di Le Mans a bordo di una Surtees.

## Qualifiche
| Pos | No | Pilota               | Costruttore           | Squadra                           | Tempo   | Gap   |
| --- | -- | -------------------- | --------------------- | --------------------------------- | ------- | ----- |
| 1   | 2  | Jacky Ickx           | Ferrari               | Scuderia Ferrari SpA SEFAC        | 1:17.42 |       |
| 2   | 8  | Pedro Rodríguez      | BRM                   | Yardley Team BRM                  | 1:17.46 | +0.04 |
| 3   | 5  | Jackie Stewart       | Tyrrell-Ford          | Elf Team Tyrrell                  | 1:17.64 | +0.22 |
| 4   | 3  | Clay Regazzoni       | Ferrari               | Scuderia Ferrari SpA SEFAC        | 1:17.98 | +0.56 |
| 5   | 20 | Chris Amon           | Matra                 | Equipe Matra Sports               | 1:18.46 | +1.04 |
| 6   | 14 | Reine Wisell         | Lotus-Ford            | Gold Leaf Team Lotus              | 1:18.70 | +1.28 |
| 7   | 23 | John Surtees         | Surtees-Ford          | Brooke Bond Oxo Team Surtees      | 1:18.71 | +1.29 |
| 8   | 9  | Jo Siffert           | BRM                   | Yardley Team BRM                  | 1:18.91 | +1.49 |
| 9   | 10 | Howden Ganley        | BRM                   | Yardley Team BRM                  | 1:19.09 | +1.67 |
| 10  | 29 | Rolf Stommelen       | Surtees-Ford          | Auto Motor Und Sport Team Surtees | 1:19.11 | +1.69 |
| 11  | 21 | Jean-Pierre Beltoise | Matra                 | Equipe Matra Sports               | 1:19.16 | +1.74 |
| 12  | 6  | François Cevert      | Tyrrell-Ford          | Elf Team Tyrrell                  | 1:19.54 | +2.12 |
| 13  | 16 | Ronnie Peterson      | March-Ford            | STP March Racing Team             | 1:19.73 | +2.31 |
| 14  | 26 | Denny Hulme          | McLaren-Ford          | Bruce McLaren Motor Racing        | 1:19.74 | +2.32 |
| 15  | 31 | Henri Pescarolo      | March-Ford            | Frank Williams Racing Cars        | 1:20.01 | +2.59 |
| 16  | 24 | Graham Hill          | Brabham-Ford          | Motor Racing Developments Ltd     | 1:20.07 | +2.65 |
| 17  | 19 | Alex Soler-Roig      | March-Ford            | STP March Racing Team             | 1:20.26 | +2.84 |
| 18  | 4  | Mario Andretti       | Ferrari               | Scuderia Ferrari SpA SEFAC        | 1:20.32 | +2.90 |
| 19  | 25 | Tim Schenken         | Brabham-Ford          | Motor Racing Developments Ltd     | 1:20.35 | +2.93 |
| 20  | 18 | Nanni Galli          | March-Alfa Romeo      | STP March Racing Team             | 1:20.61 | +3.19 |
| 21  | 30 | Gijs Van Lennep      | Surtees-Ford          | Stichting Autoraces Nederland     | 1:20.79 | +3.37 |
| 22  | 15 | Dave Walker          | Lotus-Pratt & Whitney | Gold Leaf Team Lotus              | 1:21.83 | +4.41 |
| 23  | 28 | Peter Gethin         | McLaren-Ford          | Bruce McLaren Motor Racing        | 1:22.07 | +4.65 |
| 24  | 22 | Skip Barber          | March-Ford            | Gene Mason Racing                 | 1:22.19 | +4.77 |

## Gara
| Pos | No | Pilota               | Costruttore           | Giri | Tempo/Ritiro        | Pos. Griglia | Punti |
| --- | -- | -------------------- | --------------------- | ---- | ------------------- | ------------ | ----- |
| 1   | 2  | Jacky Ickx           | Ferrari               | 70   | 1:56:20.0           | 1            | 9     |
| 2   | 8  | Pedro Rodríguez      | BRM                   | 70   | +7.99               | 2            | 6     |
| 3   | 3  | Clay Regazzoni       | Ferrari               | 69   | + 1 Giro            | 4            | 4     |
| 4   | 16 | Ronnie Peterson      | March-Ford            | 68   | + 2 Giri            | 13           | 3     |
| 5   | 23 | John Surtees         | Surtees-Ford          | 68   | + 2 Giri            | 7            | 2     |
| 6   | 9  | Jo Siffert           | BRM                   | 68   | + 2 Giri            | 8            | 1     |
| 7   | 10 | Howden Ganley        | BRM                   | 66   | + 4 Giri            | 9            |       |
| 8   | 30 | Gijs Van Lennep      | Surtees-Ford          | 65   | + 5 Giri            | 21           |       |
| 9   | 21 | Jean-Pierre Beltoise | Matra                 | 65   | + 5 Giri            | 11           |       |
| 10  | 24 | Graham Hill          | Brabham-Ford          | 65   | + 5 Giri            | 16           |       |
| 11  | 5  | Jackie Stewart       | Tyrrell-Ford          | 65   | + 5 Giri            | 3            |       |
| 12  | 26 | Denny Hulme          | McLaren-Ford          | 63   | + 7 Giri            | 14           |       |
| NC  | 31 | Henri Pescarolo      | March-Ford            | 62   | Non classificato    | 15           |       |
| NC  | 22 | Skip Barber          | March-Ford            | 60   | Non classificato    | 24           |       |
| NC  | 28 | Peter Gethin         | McLaren-Ford          | 60   | Non classificato    | 23           |       |
| Rit | 19 | Alex Soler-Roig      | March-Ford            | 57   | Motore              | 17           |       |
| Rit | 25 | Tim Schenken         | Brabham-Ford          | 39   | Sospensione         | 19           |       |
| Rit | 6  | François Cevert      | Tyrrell-Ford          | 29   | Incidente           | 12           |       |
| SQ  | 29 | Rolf Stommelen       | Surtees-Ford          | 19   | Squalificato        | 10           |       |
| SQ  | 14 | Reine Wisell         | Lotus-Ford            | 17   | Squalificato        | 6            |       |
| Rit | 18 | Nanni Galli          | March-Alfa Romeo      | 7    | Incidente           | 20           |       |
| Rit | 4  | Mario Andretti       | Ferrari               | 5    | Pompa della benzina | 18           |       |
| Rit | 15 | Dave Walker          | Lotus-Pratt & Whitney | 5    | Incidente           | 22           |       |
| Rit | 20 | Chris Amon           | Matra                 | 2    | Testacoda           | 5            |       |

## Statistiche
Piloti
- 7ª vittoria per Jacky Ickx
- 7º e ultimo podio per Pedro Rodríguez
- 10º giro più veloce per Jacky Ickx
- 1º Gran Premio per Gijs van Lennep e Dave Walker

Costruttori
- 48ª vittoria per la Ferrari

Motori
- 48ª vittoria per il motore Ferrari
- 60° podio per il motore BRM
- 50º Gran Premio per il motore Ford Cosworth
- 1º Gran Premio per il motore Pratt & Whitney

Giri al comando
- Jacky Ickx (1-8, 30, 32-70)
- Pedro Rodríguez (9-29, 31)

## Classifiche

### Piloti
| Pos. | Pilota               | Punti |
| ---- | -------------------- | ----- |
| 1    | Jackie Stewart       | 24    |
| 2    | Jacky Ickx           | 19    |
| 3    | Mario Andretti       | 9     |
| 4    | Pedro Rodríguez      | 9     |
| 5    | Ronnie Peterson      | 9     |
| 6    | Clay Regazzoni       | 8     |
| 7    | Chris Amon           | 6     |
| 8    | Denny Hulme          | 6     |
| 9    | Reine Wisell         | 3     |
| 10   | Emerson Fittipaldi   | 2     |
| 11   | John Surtees         | 2     |
| 12   | Jean-Pierre Beltoise | 1     |
| 13   | Rolf Stommelen       | 1     |
| 14   | Jo Siffert           | 1     |

### Costruttori
| Pos. | Team         | Punti |
| ---- | ------------ | ----- |
| 1    | Ferrari      | 28    |
| 2    | Tyrrell-Ford | 24    |
| 3    | BRM          | 9     |
| 4    | March-Ford   | 9     |
| 5    | Matra        | 6     |
| 6    | McLaren-Ford | 6     |
| 7    | Lotus-Ford   | 5     |
| 8    | Surtees-Ford | 3     |